# شاه مردان قل
شاه مردان قل (زاده: ۱۳۳۱ ولسوالی شورتپه، ولایت بلخ) سیاست‌مدار افغانستانی و نماینده مردم بلخ در دوره پانزدهم مجلس نمایندگان افغانستان است.<ref name=":0">«شاه مردان قل». وب سایت رسمی پارلمان افغانستان.</refمردان

## زندگی‌نامه
شاه مردان قل متولد ۱۳۳۱ از ولسوالی شورتپه ولایت بلخ افغانستان است. وی تحصیلات خود را تا مقطع بکلوریا/دیپلم به اتمام رسانده‌است.

## دیگر فعالیت‌ها
- مامور زراعت.[۱]
- مأمور در وزارت تجارت.[۱]
- مدیر عمومی و رئیس گمرک.[۱]
- مستشار و سفیر کبیر و نماینده فوق‌العاده دولت اسلامی افغانستان در ترکمنستان.[۱]
- محافظ اول و دوم شارژدافر/کاردار در کشور ترکمنستان.[۱]